# محمد عيسى (لاعب كرة قدم سعودي)
محمد عيسى اليامي مواليد 2 أبريل 2002 في نجران ، السعودية، هو لاعب كرة قدم سعودي يلعب لنادي الحزم.

## مسيرة اللاعب
بدأ مع نادي نجران و إنتقل إلى نادي الشباب في صيف 2022 وانتقل إلى نادي الحزم في صيف 2024.

## روابط خارجية
محمد عيسى على موقع Soccerway.com (الإنجليزية)